# Cuphea cyanea
Cuphea cyanea är en fackelblomsväxtart som beskrevs av José Mariano Mociño och Sesse. Cuphea cyanea ingår i släktet blossblommor, och familjen fackelblomsväxter. Inga underarter finns listade i Catalogue of Life.